# Edme Penauille
Edme Jacques Michel Penauille, né le 2 décembre 1835 à Nevers et mort le 4 septembre 1872 à Paris 14e, est un dessinateur, lithographe et aquafortiste français.

## Biographie
Fils d'un menuisier, Edme Penauille, élève de Soulange Tessier, présente ses premiers dessins au Salon de Paris de 1864, dont La Lecture, puis revient au Salon de 1868, 1869 et 1870, pour des dessins lithographiques. 
Il produit auparavant de nombreuses images lithographiées de sainteté pour des éditeurs de la rue Saint-Jacques. On compte aussi des portraits tirés de l'atelier de Firmin Gillot, qui sont publiés dans La Chronique illustrée, La Revue théâtrale illustrée, et les albums antigouvernementaux du Rappel (1869), parmi lesquels se trouvent représentés des comédiens, et des personnalités comme Victor Hugo d'après Bertall ou Edgar Quinet.
Ami de Félix Bracquemond qui traduisit certains de ses dessins, il expérimente la technique de l'eau-forte, produisant en 1864-1865 un album, Types parisiens, composé de dix planches représentant les cabarets de Montparnasse, chez l'éditeur Alfred Cadart dans le cadre des livraisons de la Société des aquafortistes.
Il est encore exposé au Salon de 1872, présentant une lithographie, La Vérité, d'après Jules Lefebvre et cinq portraits, avant de décéder le 4 septembre suivant. 

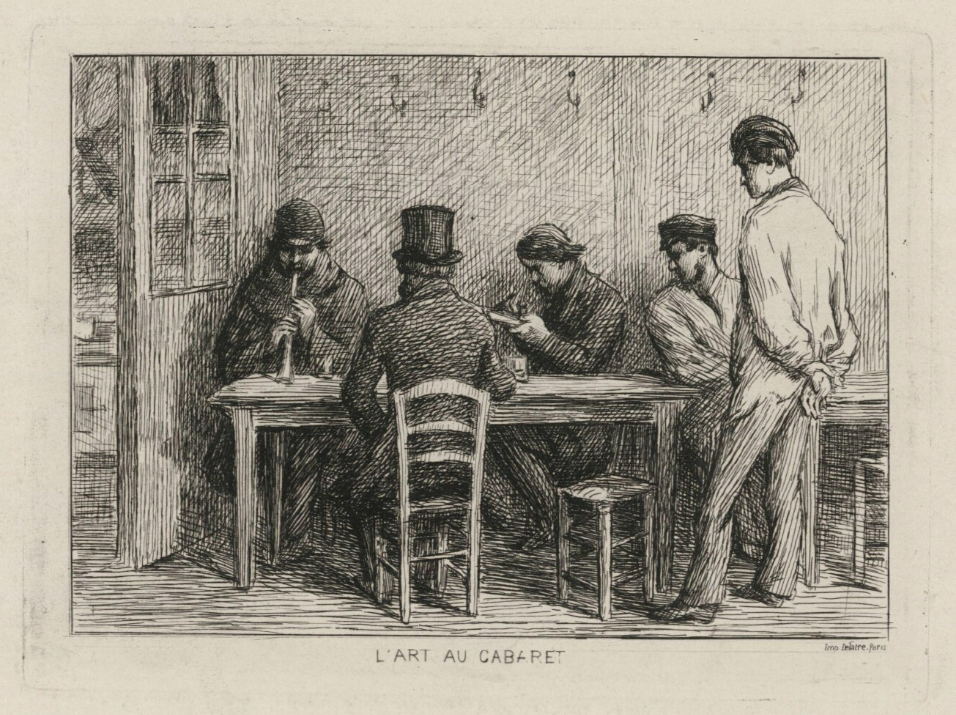
L'Art au cabaret (eau-forte, 1864).

Aquafortiste original rare, on compte en revanche de nombreuses interprétations entre autres de peintures d'Eugène Villain et de portraits photographiques d'Eugène Disdéri, Nadar et Étienne Carjat.